# Carex malaccensis
Carex malaccensis är en halvgräsart som beskrevs av Charles Baron Clarke. Carex malaccensis ingår i släktet starrar, och familjen halvgräs. Inga underarter finns listade i Catalogue of Life.